# استانداردهای حسابداری ایران
استانداردهای حسابداری بر مبنای مفاهیم نظری گزارشگری مالی تدوین گردیده است. مفاهیم نظری مزبور توسط کمیته تدوین استانداردهای حسابداری با هدف تدوین استانداردهای حسابداری هماهنگ تهیه و به پیوست این مجموعه ارائه شده‌است.
دامنه کاربرد استانداردهای حسابداری، صورتهای مالی با مقاصد عمومی (که از این به بعد صورت‌های مالی نامیده می‌شود) است که به منظور ارائه اطلاعات مفید در مورد وضعیت مالی، عملکرد مالی و انعطاف‌پذیری مالی واحد تجاری جهت تصمیم‌گیری استفاده‌کنندگان تهیه می‌شود.
استانداردهای حسابداری در مورد صورت‌های مالی کلیه واحدهای تجاری (انتفاعی) اعم از این که در بخش خصوصی یا عمومی فعالیت کند، کاربرد دارد. اگرچه این استانداردها معطوف به واحدهایی است که با هدف کسب سود فعالیت می‌کنند اما عمدتاً در مورد واحدهای غیرانتفاعی نیز با اعمال تعدیلات لازم کاربرد دارد.
واحدهای تجاری خارج از کشور که مالکیت آن‌ها متعلق به واحدهای تجاری ایرانی است در صورتی‌که در تهیه و ارائه صورتهای مالی خود تابع مقررات و استانداردهای حسابداری محلی باشند، ملزم به رعایت الزامات استانداردهای حسابداری ایران نیستند. با این حال در مواردی که واحد تجاری، واحد فرعی یک واحد سرمایه‌گذار ایرانی باشد، تهیه صورت‌های مالی واحد فرعی براساس استانداردهای حسابداری ایران نیز جهت استفاده در تهیه صورت‌های مالی تلفیقی ضروری است.

## ارائه صورتهای مالی
این استاندارد در سال 1397 مورد تجدید نظر قرار گرفت و جایگزین استاندارد قبلی با عنوان نحوه ارائه صورتهای مالی (مصوب 1379) شد همچنین اجرای الزامات این استاندارد منجر به کنارگذاری استاندارد حسابداری 14(نحوه ارائه دارایی های جاری و بدهی های جاری گردیده و مضافاً اجرای همزمان این استاندارد و استاندارد حسابداری 34(رویه های حسابداری، تغییر در برآورد ها و اشتباه) موجب کنارگذاری استاندارد حسابداری 6(گزارش عملکرد مالی) گردید.
الزامات این استاندارد برای کلیه صورت های مالی آنها از ابتدای 1398/01/01 و بعد از آن آغاز می شود لازم الاجرا است
هدف این استاندارد تجویز مبنایی برای ارائه صورت‌های مالی با مقاصد عمومی یک واحد تجاری به منظور حصول اطمینان از قابلیت مقایسه با صورت‌های مالی دوره‌های قبل آن واحد و با صورت‌های مالی سایر واحدهای تجاری می‌باشد. برای دستیابی به این هدف، در این استاندارد ملاحظات کلی در خصوص نحوه ارائه صورت‌های مالی، رهنمودهایی دربارهٔ ساختار آن‌ها و حداقل الزامات در خصوص م ارائه شده‌است. چگونگی شناخت، اندازه‌گیری و افشای معاملات و سایر رویدادهای خاص در سایر استانداردهای حسابداری ارائه می‌شود

## صورت جریان وجوه نقد
صورت جریان وجوه نقد اطلاعاتی را دربارهٔ جریان‌های وجه نقد واحد تجاری طی دوره مالی مورد گزارش ارائه می‌کند، لیکن اطلاعات مزبور جهت ارزیابی جریان‌های آتی وجه نقد کفایت نمی‌کند. برخی جریان‌های وجه نقد ناشی از معاملاتی است که در دوره‌های مالی قبل رخ داده و بعضاً انتظار می‌رود منجر به جریان‌های وجه نقد دیگری در یکی از دوره‌های‌آتی گردد. بدین لحاظ برای ارزیابی جریان‌های وجه نقد آتی، صورت جریان وجوه نقد معمولاً باید توأم با صورت‌های عملکرد مالی و ترازنامه مورد استفاده قرار گیرد. ارزیابی فرصت‌ها و مخاطرات فعالیت تجاری و وظیفه مباشرت مدیریت مستلزم درک ماهیت فعالیت تجاری از جمله نحوه ایجاد و مصرف وجه نقد توسط واحد تجاری است. ترازنامه، صورت‌های عملکرد مالی و صورت جریان وجوه نقد تواماً اطلاعاتی را در مورد وضعیت مالی، عملکرد مالی و همچنین نقدینگی، توانایی بازپرداخت بدهی‌ها و انعطاف‌پذیری مالی فراهم می‌آورند. بدین‌لحاظ ایجاد ارتباط بین اطلاعات مندرج در صورت جریان وجوه نقد و اطلاعات ارائه شده در صورت‌های مالی اساسی دیگر حائز اهمیت است.

## درآمد عملیاتی
بنابر تعریف ارائه شده در فصل سوم مفاهیم نظری گزارشگری مالی، درآمد عبارت است از افزایش در حقوق صاحبان سرمایه بجز مواردی که به آورده صاحبان سرمایه مربوط می‌شود. مفهوم درآمد، هر دو گروه ” درآمد عملیاتی“ و ” درآمد غیرعملیاتی“ را در برمی‌گیرد. درآمد عملیاتی عبارت از درآمدی است که از فعالیت‌های اصلی و مستمر واحد تجاری حاصل می‌گردد و با عناوین مختلفی از قبیل فروش، حق‌الزحمه، سود تضمین شده، سود سهام و حق امتیاز مورد اشاره قرار می‌گیرد.
مبحث اصلی در حسابداری درآمد عملیاتی عمدتاً معطوف به تعیین زمان شناخت درآمد عملیاتی است. درآمد عملیاتی زمانی شناسایی می‌شود که شواهد کافی مبنی‌بر وقوع یک جریان آتی ورودی منافع اقتصادی وجود داشته باشد (یعنی جریان منافع اقتصادی مرتبط با درآمد عملیاتی به درون واحد تجاری محتمل باشد) و این منافع را بتوان به‌گونه‌ای اتکاپذیر اندازه‌گیری کرد.

## حسابداری ذخایر، بدهیهای احتمالی و داراییهای احتمالی
هدف این استاندارد اطمینان از بکارگیری معیارهای شناخت و مبانی اندازه‌گیری مناسب در مورد ذخایر، بدهی‌های احتمالی و دارایی‌های احتمالی و نیز افشای اطلاعات کافی در یادداشت‌های توضیحی برای درک بهتر ماهیت، زمان‌بندی و مبلغ آن‌ها توسط استفاده‌کنندگان صورت‌های مالی می‌باشد.

## رویدادهای بعد از تاریخ ترازنامه
استاندارد رویدادهای بعد از تاریخ ترازنامه که در تاریخ تیرماه ۱۳۸۵ توسط مجمع عمومی سازمان حسابرسی تصویب شده‌است جایگزین استاندارد رویدادهای بعد از تاریخ ترازنامه مصوب ۱۳۷۹ می‌شود و الزامات آن در مورد صورت‌های مالی که دوره مالی آن‌ها از تاریخ ۱/۱/۱۳۸۵ و بعد ازآنشروع می‌شود، لازم‌الاجراست.
هدف این استاندارد تعیین مواردی که صورت‌های مالی بابت رویدادهای بعد از تاریخ ترازنامه تعدیل می‌شود، وافشای اطلاعات دربارهٔ رویدادهای بعد از تاریخ ترازنامه تا تاریخ تأیید صورت‌های مالی. همچنین طبق این استاندارد اگر رویدادهای بعد از تاریخ ترازنامه بیانگر نامناسب بودن بکارگیری فرض تداوم فعالیت باشد، واحد تجاری نباید صورت‌های مالی خود را برمبنای تداوم فعالیت تهیه کند.

## گزارش عملکرد مالی
هدف این استاندارد ملزم کردن واحدهای تجاری به انعکاس مشخص و بارز برخی عناصر عملکرد مالی است تا به درک استفاده‌کنندگان صورت‌های مالی از عملکرد مالی واحد تجاری طی یک دوره کمک کند و مبنایی جهت ارزیابی عملکرد مالی و جریان‌های نقدی آتی برای آن‌ها فراهم آورد.

## حسابداری مخارج تحقیق و توسعه
استاندارد شماره ۷ با نام "حسابداری هزینه‌های تحقیق و توسعه" حذف و با استاندارد شماره ۱۷ به نام دارایی‌های نامشهود تلفیق شده‌است.

## حسابداری موجودی مواد و کالا
موجودی مواد و کالا، بخش عمده‌ای از دارایی‌های بسیاری از واحدهای تجاری را تشکیل می‌دهد. بنابراین، ارزشیابی و انعکاس موجودی مواد و کالا اثر با اهمیتی در تعیین و ارائه وضعیت مالی و عملکرد مالی واحدهای تجاری دارد.

## حسابداری پیمانهای بلندمدت
هدف این استاندارد تجویز نحوه حسابداری درآمدها و هزینه‌های مرتبط با پیمان‌های بلندمدت در صورت‌های مالی پیمانکار است. به دلیل ماهیت فعالیت موضوع پیمان‌های بلندمدت، تاریخ شروع پیمان و تاریخ تکمیل آن معمولاً در دوره‌های مالی متفاوتی قرار می‌گیرد. بنابراین، مسئله اصلی در حسابداری پیمان‌های بلندمدت، تخصیص درآمدها و هزینه‌های پیمان به دوره‌هایی است که در آن دوره‌ها عملیات موضوع پیمان اجرا می‌شود. این استاندارد معیارهای شناخت مندرج در مفاهیم نظری گزارشگری مالی را جهت تعیین زمان شناخت درآمد و هزینه‌های پیمان به عنوان اقلام صورت سود و زیان بکار می‌گیرد. این استاندارد همچنین، رهنمودهایی را برای اعمال این معیارها ارائه می‌کند.

## حسابداری کمکهای بلاعوض دولت
هدف این استانداردبرای حسابداری کمک‌های بلاعوض دولت و سایر اشکال کمک‌های دولتی بکار گرفته می‌شود.
الزامات این استاندارد، همچنین می‌تواند به عنوان بهترین الگوی عمل حسابداری کمک‌های بلاعوض و سایر اشکال کمک دریافتی از منابع غیر دولتی مورد استفاده قرار گیرد.

## داراییهای ثابت مشهود
هدف این استاندارد، تجویز نحوه حسابداری دارایی‌های‌ثابت مشهود است تا استفاده‌کنندگان صورت‌های مالی بتوانند اطلاعات مربوط به سرمایه‌گذاری واحد تجاری در این دارایی‌ها و تغییرات آن را تشخیص دهند. موضوعات اصلی در حسابداری دارایی‌های ثابت مشهود عبارت از شناخت دارایی، تعیین مبلغ دفتری آن و شناخت هزینه استهلاک و زیان کاهش ارزش دارایی است. این استاندارد در سال ۸۶ تجدید نظر شده‌است.

## افشای اطلاعات در خصوص اشخاص وابسته
هدف این استاندارد، تعیین الزامات افشا در صورت‌های مالی واحد تجاری برای جلب نظر استفاده‌کنندگان به این امر است که وضعیت مالی، عملکرد مالی و انعطاف‌پذیری مالی واحد تجاری ممکن است تحت تأثیر وجود اشخاص وابسته، و معاملات و مانده حساب‌های فی‌مابین قرار گرفته باشد. این استاندارد در سال ۸۶ تجدید نظر شده‌است.

## حسابداری مخارج تأمین مالی
هدف این استاندارد، تجویز نحوه عمل حسابداری مخارج تأمین مالی است. براساس این استاندارد، مخارج تأمین مالی عموماً بلافاصله به عنوان هزینه دوره شناسایی می‌شود، به استثنای مواردی که این مخارج به حساب دارایی واجد شرایط منظور می‌گردد.

## نحوه ارائه داراییهای جاری و بدهیهای جاری
از جمله اطلاعات مفیدی که می‌تواند در تحلیل وضعیت مالی واحدتجاری برای استفاده‌کنندگان صورت‌های مالی مفید واقع شود، ارائه جداگانه دارایی‌های جاری و بدهی‌های جاری در ترازنامه است. معمولاً به مازاد دارایی‌های جاری بر بدهی‌های جاری، ” خالص داراییهای جاری“یا ” سرمایه در گردش“ و به مازاد بدهی‌های جاری بر دارایی‌های جاری ” خالص بدهیهای جاری“ اطلاق می‌شود.

## حسابداری سرمایه‌گذاری‌ها
این استاندارد به نحوه حسابداری سرمایه‌گذاری‌ها و الزامات افشای اطلاعات مربوط می‌پردازد. حسابداری سرمایه‌گذاری در کلیه واحدهای تجاری باید طبق الزامات این استاندارد انجام شود. این استاندارد نحوه حسابداری سرمایه‌گذاری در واحدهای تجاری فرعی و وابسته در صورت‌های مالی تلفیقی را تعیین نمی‌کند لیکن در خصوص نحوه حسابداری سرمایه‌گذاری‌های پیشگفته در صورت‌های مالی واحد تجاری اصلی کاربرد دارد مگر در مواردی که در استانداردهای حسابداری مربوط به سرمایه‌گذاری در واحدهای تجاری فرعی و وابسته نحوه عمل دیگری تجویز شده باشد.

## تسعیر ارز
هدف این است که تسعیر معاملات ارزی و عملیات خارجی به نحوی صورت گیرد که نتایج آن عموماً با آثار تغییرات نرخ ارز بر جریان‌های وجوه نقد واحد تجاری و ارزش ویژه آن هماهنگی داشته باشد و این اطمینان را ایجاد کند که صورت‌های مالی تصویری مطلوب از نتایج عملکرد ارائه می‌دهد. همچنین، صورت‌های مالی تلفیقی، نتایج مالی و ارتباط اقلام را به گونه‌ای که در صورت‌های مالی ارزی قبل از تسعیر نشان داده شده‌است، منعکس کند

## حسابداری داراییهای نامشهود
هدف این استاندارد، تجویز نحوه حسابداری دارایی‌های نامشهود است. موضوعات اصلی در حسابداری دارایی‌های نامشهود عبارت از معیارها و زمان شناخت دارایی، تعیین مبلغ دفتری (شامل هزینه استهلاک) و موارد افشاست.

## صورتهای مالی تلفیقی و حسابداری سرمایه‌گذاری در واحدهای تجاری فرعی
هدف این استاندارد، الزام واحدهای تجاری اصلی به تهیه صورت‌های مالی تلفیقی به منظور ارائه اطلاعات مالی دربارهٔ فعالیت‌های اقتصادی گروه واحدهای تجاری است، به‌گونه‌ای که منابع تحت کنترل گروه، تعهدات گروه و نتایج کسب شده از طریق بکارگیری منابع گروه را به عنوان یک شخصیت اقتصادی واحد نشان دهد. این استاندارد با فرض این که واحدهای تجاری عضو گروه، شرکت سهامی هستند تنظیم شده‌است اما الزامات آن در مورد سایر انواع واحدهای تجاری نیز کاربرد دارد.

## حسابداری ترکیب واحدهای تجاری
هدف این استاندارد، تعیین الزامات مربوط به گزارشگری مالی ترکیب‌های تجاری است. طبق این استاندارد کلیه ترکیب‌های تجاری باید با استفاده از روش خرید به حساب گرفته شود. بنابراین واحد تحصیل‌کننده، دارایی‌ها و بدهی‌های قابل تشخیص واحد تحصیل شده را به ارزش منصفانه آن‌ها در تاریخ تحصیل شناسایی می‌کند. افزون بر این، سرقفلی نیز شناسایی و مستهلک می‌گردد و در مورد آن آزمون کاهش ارزش نیز صورت می‌گیرد.

## سرمایه‌گذاری در واحدهای تجاری وابسته
این استاندارد باید برای حسابداری سرمایه‌گذاری در واحدهای تجاری وابسته بکار گرفته شود. با این حال، این استاندارد در رابطه با سرمایه‌گذاری در واحد تجاری وابسته توسط صندوق‌های سرمایه‌گذاری و واحدهای تجاری مشابه کاربرد ندارد. این قبیل سرمایه‌گذاری‌ها طبق استاندارد "حسابداری سرمایه‌گذاریها" به ارزش بازار اندازه‌گیری می‌شود. در ضمن، رعایت الزامات افشای قسمت (و) بند ۳۵ برای صندوق‌های سرمایه‌گذاری و واحدهای تجاری مشابه الزامی است.

## حسابداری اجاره‌ها
هدف این استاندارد، تجویز رویه‌های حسابداری و افشای مناسب برای اجاره‌های سرمایه‌ای و عملیاتی توسط اجاره‌دهنده و اجاره‌کننده است.
اجاره ابزاری است که واحد تجاری از طریق آن حق‌خرید یا استفاده از دارایی‌ها را به‌دست می‌آورد. در قراردادهای اجاره به شرط تملیک، اجاره‌دهنده موظف است در صورت عمل به شرایط قرارداد توسط اجاره‌کننده، مالکیت قانونی دارایی مورد اجاره را در پایان مدت اجاره به وی انتقال دهد. بنابراین الزامات این استاندارد در مورد حسابداری قراردادهای اجاره به شرط تملیک نیز کاربرد دارد.

## گزارشگری مالی میان‌دوره‌ای
هدف این استاندارد تعیین حداقل محتوای گزارش مالی میان‌دوره‌ای و تعیین اصول شناخت و اندازه‌گیری قابل اعمال در تهیه صورت‌های مالی کامل یا فشرده میان‌دوره‌ای است. گزارش مالی میان‌دوره‌ای به موقع و قابل اتکا، اطلاعات مفیدی در رابطه با توان کسب سود و ایجاد جریان‌های نقدی، شرایط مالی و نقدینگی واحد تجاری برای سرمایه‌گذاران، اعتباردهندگان و سایر استفاده‌کنندگان فراهم می‌آورد.

## حسابداری مشارکتهای خاص
این استاندارد باید برای حسابداری مشارکت‌های خاص شامل نحوه ارائه دارایی‌ها، بدهیها، درآمدها و هزینه‌های مشارکت خاص در صورت‌های مالی هر یک از شرکای خاص و سرمایه‌گذاران، صرف‌نظر از نوع مشارکت خاص، بکار رود.

## گزارشگری مالی واحدهای تجاری در مرحله قبل از بهره‌برداری
هدف این استاندارد، تشخیص واحدهای تجاری در مرحله قبل از بهره‌برداری و تجویز گزارشگری مالی پاره‌ای اطلاعات خاص دربارهٔ آن‌ها در مرحله قبل از بهره‌برداری است. توضیح اینکه معیارهای شناخت و اندازه‌گیری معاملات و سایر رویدادهای مالی و نیز بخش عمده گزارشگری مالی واحدهای تجاری در مرحله قبل از بهره‌برداری و واحدهای تجاری در حال بهره‌برداری مشابه است.

## گزارشگری بر حسب قسمت‌های مختلف
هدف این استاندارد، تجویز مبانی گزارشگری اطلاعات مالی بر حسب قسمت‌های مختلف یک واحد تجاری است. این اطلاعات در مورد انواع مختلف محصولات و خدمات ارائه شده و نیز مناطق جغرافیایی مختلف عملیات واحد تجاری است که به استفاده‌کنندگان صورت‌های مالی در درک بهتر عملکرد گذشته واحد تجاری، ارزیابی بهتر مخاطرات و بازده‌های واحد تجاری، و قضاوت‌های آگاهانه‌تر در مورد کل واحد تجاری کمک می‌کند.
برخی واحدهای تجاری، محصولات و خدمات متنوعی تولید و ارائه می‌کنند یا در مناطق جغرافیایی متفاوتی فعالیت دارند که از نرخهای سودآوری، فرصت‌های رشد، انتظارات آتی و مخاطرات مختلفی برخوردارند. اطلاعات در مورد انواع مختلف محصولات و خدمات یک واحد تجاری و عملیات آن در مناطق جغرافیایی متفاوت، که اغلب اطلاعات قسمت نامیده می‌شود، برای ارزیابی مخاطرات و بازده‌های یک واحد تجاری مفید است.

## فعالیت‌های کشاورزی
کاربرد این استاندارد در حسابداری در دارایی‌های زیستی، وتولید کشاورزی در زمان برداشت است، مشروط بر اینکه به فعالیت کشاورزی مربوط باشد
این استاندارد در مورد تولید کشاورزی، یعنی محصول برداشت شده از دارایی‌های زیستی واحد تجاری، تنها در زمان برداشت، کاربرد دارد. بعد از زمان برداشت، تولید کشاورزی تابع الزامات استاندارد حسابداری موجودی مواد و کالا یا سایر استانداردهای حسابداری مربوط خواهد بود. بنابراین، این استاندارد به فراوری محصولات کشاورزی بعد از زمان برداشت مربوط نمی‌شود؛ برای مثال، فرایند فراوری انگور تا سرکه توسط باغدار پرورش‌دهنده انگور مشمول این استاندارد نیست. هرچند چنین فرایندی می‌تواند به‌طور منطقی و طبیعی فعالیت کشاورزی محسوب شود و با دگردیسی زیستی تا حدی مشابه باشد، اما این نوع فراوری در این استاندارد در تعریف فعالیت کشاورزی قرار نمی‌گیرد.

## طرحهای مزایای بازنشستگی
بکارگیری این استاندارد در حسابداری طرح‌های مزایای بازنشستگی الزامی است.
کلیه صندوقهایی که متولی اجرای طرح‌های مزایای بازنشستگی می‌باشند، ازجمله سازمان تأمین اجتماعی، صندوق بازنشستگی کشوری و صندوق‌های شرکت‌ها و سازمان‌ها مشمول این استاندارد هستند. طرح‌های مزایای بازنشستگی که شخصیت حقوقی جداگانه‌ای ندارند نیز در صورت گزارشگری مستقل، مشمول این استاندارد می‌باشند. الزامات سایر استانداردهای حسابداری درصورتی برای طرح‌های مزایای بازنشستگی کاربرد دارد که توسط این استاندارد جایگزین نشده باشد.
این استاندارد با حسابداری طرح‌های مزایای بازنشستگی برای تمام اعضا به عنوان یک گروه سر و کار دارد و به گزارش دربارهٔ مزایای بازنشستگی هریک از اعضا نمی‌پردازد.
این استاندارد در مورد طرح‌های دیگری از قبیل بیمه بیکاری و خدمات درمانی که توسط برخی سازمان‌ها و صندوق‌ها در کنار طرح‌های مزایای بازنشستگی اداره می‌شود، کاربرد ندارد. صندوق‌های بازنشستگی که به‌طور هم‌زمان متولی انجام این موارد می‌باشند اطلاعات مرتبط با طرح‌های مزبور را برمبنای الگوی صورت‌های مالی مندرج در این استاندارد، در صورت‌های مالی صندوق بازنشستگی ترکیب و حسب مورد اطلاعات تفکیکی ارائه می‌کنند.

## فعالیت‌های بیمه عمومی
هدف این استاندارد تجویز روش‌های حسابداری برای حق‌بیمه، خسارت و مخارج تحصیل بیمه‌های عمومی مستقیم و اتکایی و همچنین افشای اطلاعات این نوع فعالیت‌ها در صورت‌های مالی شرکت‌ها و مؤسسات بیمه است. الزامات سایر استانداردهای حسابداری درصورتی برای فعالیت‌های بیمه عمومی کاربرد دارد که توسط این استاندارد جایگزین نشده باشد.

## فعالیت‌های ساخت املاک
هدف این استاندارد تجویز روش‌های حسابداری درآمد و مخارج مرتبط با فعالیت‌های ساخت املاک است. موضوع اصلی این استاندارد، شناخت و تخصیص درآمدها و مخارج فعالیت‌های ساخت املاک در دوره‌های مالی انجام این فعالیت‌هاست.

## سود هر سهم
هدف این استاندارد، تجویز ضوابط تعیین و ارائه سود هر سهم، به منظور بهبود قابلیت مقایسه عملکرد واحدهای تجاری مختلف در یک دوره گزارشگری و مقایسه عملکرد یک واحد تجاری در دوره‌های گزارشگری مختلف است. اگرچه به دلیل کاربرد رویه‌های حسابداری متفاوت در تعیین سود، اطلاعات مربوط به سود هر سهم محدودیت‌هایی دارد با این حال ثبات رویه در تعیین مخرج کسر در محاسبات مربوط به سود هر سهم، گزارشگری مالی را بهبود می‌بخشد. لذا، تأکید اصلی این استاندارد بر مخرج کسر در محاسبه سود هر سهم است.

## دارایی‌های غیرجاری نگهداری شده برای فروش و عملیات متوقف شده
هدف این استاندارد، تجویز نحوه حسابداری دارایی‌های نگهداری شده برای فروش و نحوه ارائه و افشای عملیات متوقف شده‌است. به‌طور خاص، این استاندارد موارد زیر را الزامی نموده‌است.
دارایی‌هایی که معیارهای طبقه‌بندی به عنوان ” نگهداری شده برای فروش“ را احراز می‌کنند، به اقل مبلغ دفتری و خالص ارزش فروش اندازه‌گیری و احتساب استهلاک چنین دارایی‌هایی متوقف می‌شود، ودارایی‌هایی که معیارهای طبقه‌بندی به عنوان ” نگهداری شده برای فروش“ را احراز می‌کنند در ترازنامه، و نتایج عملیات متوقف شده در صورت سود و زیان، به‌طور جداگانه ارائه می‌شوند.

## کاهش ارزش دارایی‌ها
هدف این استاندارد تجویز رویه‌هایی است که واحد تجاری با بکارگیری آن‌ها اطمینان می‌یابد دارایی‌ها بیش از مبلغ بازیافتنی منعکس نمی‌شود. یک دارایی، در صورتی کاهش ارزش دارد که مبلغ بازیافتنی ناشی از فروش یا استفاده از دارایی، از مبلغ دفتری آن کمتر باشد. طبق این استاندارد، واحد تجاری باید زیان کاهش ارزش را شناسایی کند. این استاندارد همچنین الزامات برگشت زیان کاهش ارزش و افشا را تعیین می‌کند.

## اندازه گیری ارزش منصفانه
لازم به توضیح است این استاندارد در مرحله پیش نویس قرار دارد و به تصویب نرسیده است.

### هدف
این استاندارد:
الف.ارزش منصفانه را تعریف می‌کند؛
ب.چارچوب اندازه‌گیری ارزش منصفانه را در یک استاندارد واحد، مقرر مي‌كند؛ و
پ.افشا درباره اندازه‌گیری ارزش منصفانه را الزامی می‌کند.

### تاريخ اجرا و گذار
1. واحد تجاری باید این استاندارد را برای دوره‌های سالانه‌ای كه از اول فروردین  سال 1400 یا پس از آن شروع مي‌شود، بکار گیرد.
2.این استاندارد، باید از ابتدای دوره‌ سالانه‌ای که برای نخستین بار بکار گرفته می‌شود، با تسري به آينده اعمال شود.
3.ضرورتی ندارد كه الزامات افشای این استاندارد، در تهیه اطلاعات مقایسه‌ای دوره‌های قبل از بکارگیری اولیه این استاندارد بکار گرفته شود.